# 西島直巳
西嶋 直己（にしじま なおみ、1899年10月27日 - 没年不詳）は、日本の実業家。

## 経歴・人物
福岡県に生まれる。1917年福岡県立中学修猷館、1920年第五高等学校工科を経て、1923年東京帝国大学工学部鉱山科を卒業。
1923年三菱鉱業（現・三菱マテリアル)に入社するが、1925年北海道帝国大学工学部講師に転じ、後に助教授に就任する。
1928年三菱鉱業に再び入社し、1941年勝田鉱業所長、1943年大夕張鉱業所長、1946年炭鉱部長、1947年生産部長、1948年取締役、1950年常務、1955年5月副社長を経て、1959年11月社長に就任する。三菱セメント（現・三菱マテリアル）取締役も兼任した。
1963年11月社長を退任。
日本鉱業会会長、全国炭鉱技術会会長、日本経営者団体連盟（日経連）常任理事なども務めている。
日本棋院相談役もつとめ、囲碁界への貢献により1975年に大倉賞を受賞した。